# Rouge de Norvège de l'ouest
La rouge de Norvège de l'ouest est une race bovine norvégienne. En norvégien, elle se nomme Vestlandsk raudkolle.

## Origine
Elle appartient au rameau des races nordiques. Elle est élevée au sud-ouest de la Norvège et le long de la côte ouest. L'effectif en 2001 était de 310 femelles et 25 mâles. 97 % de femelles reproduisent en race pure. Elle bénéficie d'un programme de préservation. En 1995, 13 800 paillettes de semence de 15 taureaux avaient été congelées. 

## Morphologie
Elle porte une robe uniforme rouge, même les muqueuses. Elle ne porte pas de cornes. C'est une race de taille moyenne. La vache mesure 120 cm au garrot et pèse 400-500 kg. 

## Aptitudes
Elle est classée mixte. Elle produit environ 4000 kg de lait par lactation et ses os fins et courtes pattes en font des animaux de réforme bien classés comme carcasse à bon rendement. 